# East Dailey
 (avril 2025).
East Dailey est une census-designated place située dans le comté de Randolph, dans l’État de Virginie-Occidentale, aux États-Unis. Lors du recensement de 2020, elle comptait 469 habitants.